# Tofsmyrfågel
Tofsmyrfågel (Myrmoborus lophotes) är en fågel i familjen myrfåglar inom ordningen tättingar.

## Utbredning och systematik
Fågeln förekommer från allra sydvästligaste Amazonområdet i Brasilien till sydöstra Peru och nordvästra Bolivia. Den behandlas som monotypisk, det vill säga att den inte delas in i några underarter. Tidigare placerades den i släktet Percnostola. 

## Status och hot
Arten har ett stort utbredningsområde, men tros minska i antal, dock inte tillräckligt kraftigt för att den ska betraktas som hotad. Internationella naturvårdsunionen IUCN listar arten som livskraftig (LC). Beståndet uppskattas till i storleksordningen en halv miljon till en miljon vuxna individer.